# Narrosse
Narrosse (okzitanisch Narròssa) ist eine französische Gemeinde in der Nähe der Atlantikküste im Département Landes in der Region Nouvelle-Aquitaine. Narrosse hat 3331 Einwohner (Stand: 1. Januar 2022) und gehört zum Arrondissement Dax und zum Kanton Dax-2. Die Einwohner werden Narrossais(es) genannt.

## Geographie
Der Fluss Luy bildet die südliche Gemeindegrenze. Umgeben wird Narrosse von den Nachbargemeinden Yzosse im Norden, Candresse im Osten und Nordosten, Saugnac-et-Cambran im Südosten, Saint-Pandelon im Süden und Südwesten sowie Dax im Westen. 

## Geschichte
Der Name taucht bereits im 11. Jahrhundert im Liber Rubeus des Kapitels der Kathedrale von Dax auf. 

### Bevölkerungsentwicklung
| 1962 | 1968 | 1975 | 1982 | 1990 | 1999 | 2006 | 2017 |
| ---- | ---- | ---- | ---- | ---- | ---- | ---- | ---- |
| 849  | 932  | 1220 | 1607 | 2204 | 2539 | 2761 | 3210 |

## Sehenswürdigkeiten
- Kirche Saint-Étienne aus dem 11. Jahrhundert

## Persönlichkeiten
- Vincent Foix (1857–1932), Romanist, Okzitanist, Dialektologe und Lexikograf
- Alfred Eluère (1893–1985), Rugbyspieler und -funktionär
- André Darrigade (* 1929), Radrennfahrer
- Roger Darrigade (1935–2009), Radrennfahrer